# خوسيه خافيير هامبرادوس
خوسيه خافيير هامبرادوس (بالإسبانية: José Javier Hombrados) مواليد 7 أبريل 1972 في مدريد، هو لاعب كرة يد إسباني يلعب كحارس مرمى. يلعب حاليا مع نادي غوادالاخارا لكرة اليد ويحمل الرقم 43. مثل منتخب إسبانيا لكرة اليد. شارك في دورة الألعاب الأولمبية الصيفية سنة 2008.

## المسيرة الاحترافية
لعب مع أتلتيكو مدريد في الدوري الإسباني من سنة 1990 إلى 1993، ثم لعب مع كانتابريا من سنة 1993 إلى 1998، ثم لعب مع أديمار ليون في الدوري الإسباني في موسم 1999–2000، ثم لعب مع سان أنطونيو من سنة 2000 إلى 2002، ثم لعب مع ثيوداد ريال في الدوري الإسباني من سنة 2002 إلى 2011، ثم لعب مع فتسلار في الدوري الألماني من سنة 2013 إلى 2015، ثم انضم إلى غوادالاخارا في الدوري الإسباني في سنة 2015.

## تمثيل المنتخب
مثل منتخب بلاده في البطولات التالية:
- بطولة أوروبا لكرة اليد للرجال 2012
- الألعاب الأولمبية الصيفية 2012

## الإنجازات
- الدوري الإسباني لكرة اليد: 4
  - 1994، 2002، 2004 و2007
- دوري أبطال أوروبا لكرة اليد: 4
  - 1994، 2002، 2006 و2008
- كأس أبطال الكؤوس الأوروبية: 2
  - 1999 و2003
- كأس إسبانيا لكرة اليد: 6
  - 1998، 1999، 2004، 2005، 2006 و2007
- بطولة العالم لكرة اليد: 1
  - 2005
- بطولة أوروبا لكرة اليد: 1
  - 1996
- كأس السوبر الأوروبية: 3
  - 2001، 2006 و2007
- كأس السوبر الإسبانية: 2
  - 2005 و2008

## روابط خارجية
- خوسيه خافيير هامبرادوس على موقع الاتحاد الأوروبي لكرة اليد (الإنجليزية)
- خوسيه خافيير هامبرادوس على موقع اللجنة الأولمبية الدولية (الإنجليزية)
- خوسيه خافيير هامبرادوس على موقع أوليمبيديا (الإنجليزية)